# Карімов Абдувахід Карімович
Абдувахід Карімович Карімов (1 травня 1932, тепер Кітабський район, Кашкадар'їнська область, Узбекистан — 20 січня 1992, Узбекистан) — радянський узбецький діяч, перший секретар Сурхандар'їнського і Бухарського обкомів КП Узбекистану. Депутат Верховної ради СРСР 9—10-го скликань. Кандидат технічних наук.

## Життєпис
З 1946 року — гідрометр районного відділу водного господарства Узбецької РСР.
У 1956 році закінчив Ташкентський інститут інженерів іригації та механізації сільського господарства.
У 1956—1965 роках — старший інженер, начальник відділу, начальник обласного управління зрошувальних систем Кашкадар'їнської та Бухарської областей.
Член КПРС з 1959 року.
У 1965—1970 роках — заступник голови виконавчого комітету обласної ради депутатів трудящих; заступник завідувача відділу ЦК КП Узбекистану; 1-й секретар Кітабського районного комітету КП Узбекистану.
У 1970—1974 роках — голова виконавчого комітету Сурхандар'їнської обласної ради депутатів трудящих.
У 1974 — лютому 1977 року — 1-й секретар Сурхандар'їнського обласного комітету КП Узбекистану.
7 лютого 1977 — 4 січня 1984 року — 1-й секретар Бухарського обласного комітету КП Узбекистану.
З січня 1984 року — заступник міністра меліорації та водного господарства Узбецької РСР.
Потім — на пенсії. Помер 20 січня 1992 року.

## Нагороди
- орден Леніна (25.12.1976)
- орден Жовтневої Революції (1980)
- два ордени Трудового Червоного Прапора (27.08.1971, 10.12.1973)
- орден «Знак Пошани» (30.04.1966)
- медалі